# 第19代総選挙 (大韓民国)
第19代総選挙（だい19だいそうせんきょ、韓国語: 제19대 국회의원 선거）は、韓国の立法府である国会を構成する議員を改選するため2012年4月11日に投票が行われた選挙で、1948年5月の初代総選挙から数えて19回目となる。韓国では、選挙回数について「第○回」ではなく「第○代」と数え、名称も「総選挙」（총선거）ではなく「総選」（총선）と表記するのが一般的である。なお、この総選挙は、韓国の公職選挙法が改正されて以降に国外に居住する韓国国民にとって在外投票が可能となった初の国政選挙である。

## 概要
国会議員の任期4年が満了したことに伴い行われた選挙である。今回の総選挙は任期4年目を過ぎた李明博大統領の政権運営に対する評価のみならず、12月に行われる大統領選挙の行方を占う前哨戦としての性格も併せ持っていた。なお世宗特別自治市長選挙と同自治市の教育監選挙　基礎自治団体長（5地域）と広域議会議員（37選挙区37名）及び基礎議会（18選挙区19名）の再補選も同時に行われた。　　
ハンナラ党から党名改称し党刷新を図る与党のセヌリ党に対し、野党は「李明博政権と与党セヌリ党に対する審判」を最大争点に掲げて対決する構図となった。同時に民主統合党（以下、民主党）や統合進歩党（以下、進歩党）など進歩系野党は地域区候補者の一本化を通じた野圏連帯による与野逆転を狙った。また総選挙の結果が大統領選挙の結果を左右するとされているため、有力候補者と目される朴槿恵非常対策委員長（セヌリ党）や文在寅常任顧問（民主党）等にとっても浮沈を懸けた争いとなった。
2009年の公職選挙法改正で導入された在外選挙制度が初めて実施された他、TwitterやFacebookなどSNS（ソーシャル・ネットワーキング・サービス）を活用した選挙運動が法定選挙運動期間外でも可能となった。
注：本稿における政党の略称については、原則として中央選挙管理委員会に登録された略称を使用する。

## 日程
- 2011年12月13日：予備候補[注 5]登録開始
- 2012年3月22日-23日：立候補者登録。午前6時～午後6時
- 2012年3月28日-4月2日：在外投票所投票。午前8時～午後5時
- 2012年3月29日：選挙期間開始日
- 2012年4月4日-5日：不在者投票
- 2012年4月11日：投票日。午前6時～午後6時

## 基礎データ
- 選挙事由：任期満了
- 有権者：満19歳以上の大韓民国国民
- 被選挙権：満25歳以上の大韓民国国民
- 確定選挙人数：40,186,172名（国外不在者を含む）[6]
- 議員定数：300議席。今回の総選挙に限り前回より1名増員[7]
  - 地域区：246議席（前回比1増）
  - 比例代表：54議席
- 投票：2票制。候補者（地域区）と政党（比例代表）へ票を投じる（記号式投票）
- 選挙制度：小選挙区比例代表並立制。重複立候補は禁止[8]。　
  - 地域区：小選挙区制、最多得票を得た候補が当選
  - 比例代表制：政党に投じられた得票に比例して議席配分。阻止条項あり（得票率3％未満もしくは地域区5議席未満の政党）。
- 比例代表の配分方法：阻止条項をクリアした政党（議席割当政党）の得票を議席割当制党の合計得票で割り、算出された商の整数部分を各議席割当政党に配分。残る議席は小数点以下の商が大きい議席割当政党の順に配分[9]。

## 主要政党
第19代総選挙に予備候補登録、候補を擁立した主要政党を紹介する。なお民主党と進歩党は選挙協力（野圏連帯）で合意、世論調査方式による予備選（3月17日～18日）を通じて全羅道を除く各地域に統一候補を擁立した。

### 与党
セヌリ党　
李明博政権与党であるハンナラ党（金泳三政権与党である新韓国党と民主党が統合して1997年11月発足）が2012年2月13日に党名改称して発足した政党。軍事政権時代の与党勢力を受け継ぐ政党で政治的立場は中道保守。党名改称直前の2012年2月2日、未来希望連帯（親朴系政治家を主体とする政党）と統合。

### 野党
民主統合党
民主党（軍事政権時代の野党と金大中・盧武鉉政権における与党勢力の流れを汲む政党）と市民統合党（盧武鉉大統領に近い所謂「親盧派」の政治家と市民団体で結成した院外政党）及び韓国労働組合総連盟が合同して2011年12月16日に結成された政党。政治的立場は中道進歩。
自由先進党
2008年2月、李会昌（元ハンナラ党総裁で前年12月の大統領選挙に立候補）が結成した政党。政治的立場は新保守主義。
統合進歩党
左派政党である民主労働党と国民参与党（盧武鉉大統領の側近であった柳時敏が2010年1月に結成）及び新しい進歩統合連帯（進歩新党を離党した魯会燦や沈相奵が結成した政治グループ）が統合して2011年12月5日に結成された左派政党。政治的立場は左派。

## 候補者
立候補者登録は3月22日と23日の二日間行われた。立候補者登録が締め切られた23日午後6時現在の平均競争率は3.7倍で、前回の第18代総選挙の4.6倍には届かなかった。この理由について中央選挙管理委員会では、民主党と進歩党の候補者一本化、前回総選挙で207名を擁立した平和統一家庭党からの立候補が無かったためであるとしている。候補登録の際に割り振られる記号（番号）は、国会に議席を有する政党には議席数順、議席を有さない政党はハングルのカナタ（가나다・・・）順で、無所属候補については選挙管理委員会の抽選で決定する。ただし、国会に5議席以上有する政党、直近の大統領選挙や国会議員選挙で有効投票3％以上を得た政党でかつ国会議席を有する政党の場合は統一した記号が付与される。本選挙ではセヌリ党と民主統合党、自由先進党、統合進歩党、創造韓国党の五党が該当した。
| 党派         | 地域区  | 地域区  | 比例代表 | 備考                           |
| 党派         | 3月23日 | 4月11日 | 比例代表 | 備考                           |
| ------------ | ------- | ------- | -------- | ------------------------------ |
| セヌリ党     | 230     | 230     | 44       |                                |
| 民主統合党   | 210     | 209     | 38       | 地域区候補1名辞退              |
| 自由先進党   | 52      | 50      | 16       | 地域区候補2名辞退              |
| 統合進歩党   | 55      | 51      | 20       | 地域区候補4名辞退              |
| 創造韓国党   | 3       | 3       | 4        |                                |
| 国民の考え   | 20      | 20      | 7        |                                |
| 進歩新党     | 23      | 23      | 7        |                                |
| その他の政党 | 77      | 75      | 52       | 地域区候補登録無効1名・辞退1名 |
| 無所属       | 258     | 241     | －       | 辞退16名、登録無効1名          |
|              | 928     | 902     | 188      |                                |

出典：정당별 후보자수（政党別候補者数）.中央選挙管理委員会歴代選挙情報データベース（2012年3月24日閲覧）。国会に議席を有していない政党の候補者数については、民主党や進歩党と選挙協力をしている進歩新党を除き「その他の政党」として合算して掲載する。地域区候補の辞退や登録無効などについては사퇴/사망/등록무효 현황（辞退／死亡／登録無効現況）を参照。

## 選挙結果
選挙の結果、与党セヌリ党（選挙時162議席）は152議席で選挙前より議席を減らしたものの単独で過半数を確保し、事実上の勝利を収めた。「李明博政権審判」をかかげた民主党（80議席）は127議席で選挙前を上回ったものの目標とする第1党奪取をすることはできず、事実上敗北した。民主党と選挙協力を行った進歩党（7議席）は13議席で選挙前を大きく上回り、保守系の自由先進党（14議席）は5議席で選挙前を半分以上も下回った。無所属は3議席で25名が当選した前回選挙より激減した。選挙前に議席を有していた創造韓国党（2議席）と国民の考え（1議席）は議席を失った。なお投票率は54.3％で過去最低だった前回総選挙を8.2％上回った。年代別では60歳以上が68.6％で最も高く、次いで50代が62.4％、40代の52.6％と続いた。一方、20代後半の投票率は37.9％で、全世代の中で最も低くなった。今回の選挙で当選した候補者の内で23人が政治資金問題などを理由に第20代総選挙時までに失職している。
投票率：54.3％（投票者数21,815,420名/選挙人数40,205,055名）
| ソウル | 仁川  | 京畿  | 大田  | 忠北  | 忠南  | 光州  | 全北  | 全南  | 釜山  | 大邱  | 蔚山  | 慶北  | 慶南  | 江原  | 済州  | 世宗  |
| ------ | ----- | ----- | ----- | ----- | ----- | ----- | ----- | ----- | ----- | ----- | ----- | ----- | ----- | ----- | ----- | ----- |
| 55.5%  | 51.4% | 52.6% | 54.3% | 54.6% | 52.4% | 52.7% | 53.6% | 56.8% | 54.6% | 52.3% | 56.1% | 56.0% | 57.2% | 55.8% | 54.5% | 59.2% |

全国平均投票率54.3％を上回った地域については太字で強調した。
| 党派                                                                                 | 地域区     | 地域区  | 地域区 | 比例代表   | 比例代表 | 比例代表 | 合計議席 | 議席増減 |
| 党派                                                                                 | 得票数     | 得票率  | 議席   | 得票数     | 得票率   | 議席     | 合計議席 | 議席増減 |
| ------------------------------------------------------------------------------------ | ---------- | ------- | ------ | ---------- | -------- | -------- | -------- | -------- |
| セヌリ党                                                                             | 9,324,911  | 43.27%  | 127    | 9,130,651  | 42.83%   | 25       | 152      | ▼10      |
| 民主統合党                                                                           | 8,156,045  | 37.86%  | 106    | 7,777,123  | 36.46%   | 21       | 127      | △47      |
| 統合進歩党                                                                           | 1,291,306  | 6.00%   | 7      | 2,198,405  | 10.30%   | 6        | 13       | △6       |
| 自由先進党                                                                           | 474,001    | 2.20%   | 3      | 690,754    | 3.24%    | 2        | 5        | ▼9       |
| 進歩新党                                                                             | 101,614    | 0.47%   | 0      | 243,065    | 1.14%    | 0        | 0        | ±0       |
| 国民の考え                                                                           | 44,379     | 0.21%   | 0      | 156,241    | 0.73%    | 0        | 0        | ▼1       |
| 創造韓国党                                                                           | 3,624      | 0.02%   | 0      | 91,935     | 0.43%    | 0        | 0        | ▼2       |
| その他の政党                                                                         | 135,339    | 0.62%   | 0      | 1,043,887  | 6.76%    | 0        | 0        | ±0       |
| 無所属                                                                               | 2,014,777  | 9.35%   | 3      | －         | －       | －       | 3        | ▼24      |
| 合計                                                                                 | 21,545,996 | 100.00% | 246    | 21,332,061 | 100.00%  | 54       | 300      |          |
| 第19代総選挙 党派別議席数 ■=セヌリ党/■=民主統合党/■=自由先進党/■=統合進歩党/■=無所属 |            |         |        |            |          |          |          |          |

出典：선거통계 시스템（選挙統計システム）。「시・도별 정당별 득표수（지역구）」、「시・도별 정당별 득표수（비례대표）」、『제19대 국회의원선거 총람（第19代国会議員選挙総覧）』377―380頁。本表では當選者を出した政党および選挙前議席を有していた政党、進歩新党以外の党派得票については合算し「その他の政党」として掲載する。
議席数でみた場合、保守系158議席（セヌリ152＋先進5＋保守系無所属1）、進歩系142議席（民主127＋進歩13＋民主系無所属2）で、保守系が過半数議席を占めた。しかし政党別得票率では進歩系が46.75％（民主＋進歩）で、46.03％（セヌリ＋先進）を得た保守系を僅差で上回る結果となった。新人当選者は148名、女性当選者は47名（うち比例代表28名）で過去最高だった前回選挙の42名を上回った。
地域別で選挙結果を見た場合、首都圏では民主党がセヌリ党を圧倒し、進歩党も4名を当選させた。一方、慶尚道では同地域を強固な地盤としているセヌリ党が大邱市と慶尚北道で全勝した他、釜山及び慶尚南道でも圧勝、民主党は3名を当選させるに留まった。全羅道では同地域を排他的支持基盤とする民主党が優勢となったものの、進歩党も3名（2名は民主党候補に勝利、1名は民主党との統一候補）が当選した。中部の忠清道ではセヌリ党が民主党を抑え優勢となり、同地域を地盤としてきた先進党は惨敗した。江原道ではセヌリ党が全勝、済州特別自治道は民主党が全勝した。なお首都圏で民主党や進歩党がセヌリ党を抑え優位になった背景として、同地域で利用者が多いSNSの存在を指摘する声もある。
| 地域                                                                          | 合計 | 党派   | 党派 | 党派 | 党派 | 党派   |
| 地域                                                                          | 合計 | セヌリ | 民主 | 進歩 | 先進 | 無所属 |
| 合計                                                                          | 246  | 127    | 106  | 7    | 3    | 3      |
| ----------------------------------------------------------------------------- | ---- | ------ | ---- | ---- | ---- | ------ |
| ソウル特別市                                                                  | 48   | 16     | 30   | 2    | 0    | 0      |
| 仁川広域市                                                                    | 12   | 6      | 6    | 0    | 0    | 0      |
| 京畿道                                                                        | 52   | 21     | 29   | 2    | 0    | 0      |
| 大田広域市                                                                    | 6    | 3      | 3    | 0    | 0    | 0      |
| 世宗特別自治市                                                                | 1    | 0      | 1    | 0    | 0    | 0      |
| 忠清北道                                                                      | 8    | 5      | 3    | 0    | 0    | 0      |
| 忠清南道                                                                      | 10   | 4      | 3    | 0    | 3    | 0      |
| 光州広域市                                                                    | 8    | 0      | 6    | 1    | 0    | 1      |
| 全羅北道                                                                      | 11   | 0      | 9    | 1    | 0    | 1      |
| 全羅南道                                                                      | 11   | 0      | 10   | 1    | 0    | 0      |
| 釜山広域市                                                                    | 18   | 16     | 2    | 0    | 0    | 0      |
| 大邱広域市                                                                    | 12   | 12     | 0    | 0    | 0    | 0      |
| 蔚山広域市                                                                    | 6    | 6      | 0    | 0    | 0    | 0      |
| 慶尚北道                                                                      | 15   | 15     | 0    | 0    | 0    | 0      |
| 慶尚南道                                                                      | 16   | 14     | 1    | 0    | 0    | 1      |
| 江原道                                                                        | 9    | 9      | 0    | 0    | 0    | 0      |
| 済州特別自治道                                                                | 3    | 0      | 3    | 0    | 0    | 0      |
| 地域区選挙結果地図 ■=セヌリ党/■=民主統合党/■=自由先進党/■=統合進歩党/■=無所属 |      |        |      |      |      |        |

| 地域           | 党派   | 党派  | 党派  | 党派  | 党派 |
| 地域           | セヌリ | 民主  | 進歩  | 先進  |      |
| 全国平均       | 42.80  | 36.45 | 10.30 | 3.23  |      |
| -------------- | ------ | ----- | ----- | ----- | ---- |
| ソウル特別市   | 42.28  | 38.16 | 10.56 | 2.11  |      |
| 仁川広域市     | 42.90  | 37.68 | 9.71  | 2.64  |      |
| 京畿道         | 42.35  | 37.74 | 11.01 | 2.16  |      |
| 大田広域市     | 34.31  | 33.70 | 9.04  | 17.90 |      |
| 世宗特別自治市 | 27.79  | 38.73 | 5.37  | 22.61 |      |
| 忠清北道       | 43.81  | 36.02 | 7.70  | 5.31  |      |
| 忠清南道       | 36.57  | 30.40 | 6.83  | 20.39 |      |
| 光州広域市     | 5.54   | 68.91 | 18.60 | 1.02  |      |
| 全羅北道       | 9.64   | 65.57 | 14.15 | 1.41  |      |
| 全羅南道       | 6.33   | 69.57 | 14.77 | 1.15  |      |
| 釜山広域市     | 51.31  | 31.78 | 8.42  | 1.88  |      |
| 大邱広域市     | 66.48  | 16.37 | 7.04  | 2.01  |      |
| 蔚山広域市     | 49.46  | 25.22 | 16.30 | 1.58  |      |
| 慶尚北道       | 69.02  | 13.42 | 6.22  | 1.43  |      |
| 慶尚南道       | 53.80  | 25.61 | 10.53 | 1.55  |      |
| 江原道         | 51.34  | 33.47 | 6.59  | 1.82  |      |
| 済州特別自治道 | 38.45  | 39.53 | 12.40 | 2.03  |      |

出典：選挙統計システム。各市・道で最多當選及び得票率を得た党派については各党（セヌリ党・民主党）のシンボルカラーで強調した。
| |  |
| セヌリ党（左）と民主統合党（右）の広域市・道別の比例代表選挙結果。 色が濃いほど支持が強く、セヌリ党は東部で、民主統合党は南西部で50％以上の支持を得たことを示している。 |  |

## 在外投票
今回の総選挙から韓国国外に居住する在外国民でも投票することが可能となった。対象となる選挙は比例代表選挙のみであるが、住民登録または国内居所申告をした在外国民の場合は地域区選挙においても投票ができる。選挙人登録は2011年11月13日から2012年2月11日までの期間に107カ国158箇所の在外公館で行われ、在外国民と国外不在者の投票は3月28日から4月2日まで居住国の公館に設置される在外投票所で行われる予定である。当初、国外不在者と在外選挙人の登録は低調で1月30日現在、対象者223万3193人のうち6万9205人（3.1％）が登録、このうち在日韓国人など在外不在者の登録は対象者91万8890人に対し1万1444人（1.25％）に留まっていた。登録締切後、3月15日に確定した在外有権者数は対象となる選挙人223万人（推定）の5.5％にあたる123,571名となった。
- 国外不在者
  - 対象者：住民登録者と国内居所申告をした韓国国民
  - 申告期間：選挙日150日前から60日前まで。市・郡・区で申請を行う（国外にいる場合は在外公館経由）。
  - 選挙：地域区選挙および比例代表
- 在外選挙人
  - 対象者：住民登録または国内居所申告をしていない韓国国民
  - 申告期間：選挙日150日前から60日前まで。在外公館で申請を行う。
  - 選挙：比例代表のみ

| 区分       | 男性   | 女性   | 合計    |
| ---------- | ------ | ------ | ------- |
| 国外不在者 | 57,728 | 45,907 | 103,635 |
| 在外選挙人 | 10,160 | 9,776  | 19,936  |
| 合計       | 67,888 | 55,683 | 123,571 |
出典：제19대 국회의원선거의 재외 유권자 123,571명 확정（第19代国会議員選挙の在外有権者123,571名確定）.在外選挙（中央選挙管理委員会）2012年3月25日閲覧
投票は前述したとおり、3月28日から4月2日まで107カ国158箇所にある在外公館に設置された在外投票所で実施されたが、投票率は2008年総選挙の投票率（46.1％）を下回る45％程度に留まった。結果、今回の在外選挙では在外有権者（223万人）の2.48％のみが投票したことになった。地域別では欧州の57.04％が最高で、続いてアフリカ（56.79％）と中東（50.85％）、米地域（46.03％）、アジア地域（41.07％）の順となった。
| （予想）在外選挙人数     | 2,233,193 |
| 登録在外選挙人数         | 123,571   |
| 投票者数                 | 56,456    |
| 投票率（登録選挙人数比） | 45.7%     |
| 投票率（在外選挙人数比） | 2.53%     |
出典：제19대 국회의원선거 재외투표 마감 보도자료（第19代国会議員選挙　在外投票締め切り報道資料）。在外選挙（中央選挙管理委員会）2012年4月6日閲覧

## 当選議員

### 小選挙区
セヌリ党   民主統合党   統合進歩党   自由先進党   無所属 
| ソウル特別市   | 鐘路区                         | 丁世均 | 中区                           | 鄭皓駿     |
| ソウル特別市   | 龍山区                         | 陳永   | 城東区甲                       | 崔載千     |
| ソウル特別市   | 城東区乙                       | 洪翼杓 | 広津区甲                       | 金ハンギル |
| ソウル特別市   | 広津区乙                       | 秋美愛 | 東大門区甲                     | 安圭伯     |
| ソウル特別市   | 東大門区乙                     | 閔丙梪 | 中浪区甲                       | 徐瑛教     |
| ソウル特別市   | 中浪区乙                       | 朴洪根 | 城北区甲                       | 兪承希     |
| ソウル特別市   | 城北区乙                       | 申渓輪 | 江北区甲                       | 呉泳食     |
| ソウル特別市   | 江北区乙                       | 劉大運 | 道峰区甲                       | 印在謹     |
| ソウル特別市   | 道峰区乙                       | 柳寅泰 | 蘆原区甲                       | 李老根     |
| ソウル特別市   | 蘆原区乙                       | 禹元植 | 蘆原区丙                       | 魯会燦     |
| ソウル特別市   | 恩平区甲                       | 李美卿 | 恩平区乙                       | 李在五     |
| ソウル特別市   | 西大門区甲                     | 禹相虎 | 西大門区乙                     | 鄭斗彦     |
| ソウル特別市   | 麻浦区甲                       | 盧雄来 | 麻浦区乙                       | 鄭清来     |
| ソウル特別市   | 陽川区甲                       | 吉炡宇 | 陽川区乙                       | 金容兌     |
| ソウル特別市   | 江西区甲                       | 辛基南 | 江西区乙                       | 金聖泰     |
| ソウル特別市   | 九老区甲                       | 李仁栄 | 九老区乙                       | 朴映宣     |
| ソウル特別市   | 衿川区                         | 李穆熙 | 永登浦区甲                     | 金栄珠     |
| ソウル特別市   | 永登浦区乙                     | 辛京珉 | 銅雀区甲                       | 田炳憲     |
| ソウル特別市   | 銅雀区乙                       | 鄭夢準 | 冠岳区甲                       | 柳基洪     |
| ソウル特別市   | 冠岳区乙                       | 李相奎 | 瑞草区甲                       | 金会渲     |
| ソウル特別市   | 瑞草区乙                       | 姜錫勲 | 江南区甲                       | 沈允肇     |
| ソウル特別市   | 江南区乙                       | 金宗壎 | 松坡区甲                       | 朴仁淑     |
| ソウル特別市   | 松坡区乙                       | 柳一鎬 | 松坡区丙                       | 金乙東     |
| ソウル特別市   | 江東区甲                       | 申東雨 | 江東区乙                       | 沈載権     |
| 仁川広域市     | 中区・東区・甕津郡             | 朴商銀 | 南区甲                         | 洪日杓     |
| 仁川広域市     | 南区乙                         | 尹相現 | 延寿区                         | 黄祐呂     |
| 仁川広域市     | 南洞区甲                       | 朴南春 | 南洞区乙                       | 尹官石     |
| 仁川広域市     | 富平区甲                       | 文炳浩 | 富平区乙                       | 洪永杓     |
| 仁川広域市     | 桂陽区甲                       | 辛鶴用 | 桂陽区乙                       | 崔元植     |
| 仁川広域市     | 西区・江華郡甲                 | 李鶴宰 | 西区・江華郡乙                 | 安徳寿     |
| 京畿道         | 水原市甲                       | 李燦烈 | 水原市乙                       | 申長容     |
| 京畿道         | 水原市丙                       | 南景弼 | 水原市丁                       | 金振杓     |
| 京畿道         | 城南市寿井区                   | 金太年 | 城南市中院区                   | 金美希     |
| 京畿道         | 城南市盆唐区甲                 | 李宗勲 | 城南市盆唐区乙                 | 田夏鎮     |
| 京畿道         | 議政府市甲                     | 文喜相 | 議政府市乙                     | 洪文鐘     |
| 京畿道         | 安養市万安区                   | 李鍾杰 | 安養市東安区甲                 | 李錫玄     |
| 京畿道         | 安養市東安区乙                 | 沈在哲 | 富川市遠美区甲                 | 金炅侠     |
| 京畿道         | 富川市遠美区乙                 | 薛勲   | 富川市素砂区                   | 金相姫     |
| 京畿道         | 富川市梧亭区                   | 元恵栄 | 光明市甲                       | 白在鉉     |
| 京畿道         | 光明市乙                       | 李彦周 | 平沢市甲                       | 元裕哲     |
| 京畿道         | 平沢市乙                       | 李在暎 | 楊州市・東豆川市               | 鄭成湖     |
| 京畿道         | 安山市常緑区甲                 | 全海澈 | 安山市常緑区乙                 | 金栄煥     |
| 京畿道         | 安山市檀園区甲                 | 金明淵 | 安山市檀園区乙                 | 夫佐炫     |
| 京畿道         | 高陽市徳陽区甲                 | 沈相奵 | 高陽市徳陽区乙                 | 金兌原     |
| 京畿道         | 高陽市一山東区                 | 兪銀恵 | 高陽市一山西区                 | 金賢美     |
| 京畿道         | 義王市・果川市                 | 宋皓彰 | 九里市                         | 尹昊重     |
| 京畿道         | 南楊州市甲                     | 崔宰誠 | 南楊州市乙                     | 朴起春     |
| 京畿道         | 烏山市                         | 安敏錫 | 始興市甲                       | 咸珍圭     |
| 京畿道         | 始興市乙                       | 趙正湜 | 軍浦市                         | 李学永     |
| 京畿道         | 河南市                         | 李賢在 | 龍仁市甲                       | 李愚鉉     |
| 京畿道         | 龍仁市乙                       | 金敏基 | 龍仁市丙                       | 韓善教     |
| 京畿道         | 坡州市甲                       | 尹厚徳 | 坡州市乙                       | 黄震夏     |
| 京畿道         | 利川市                         | 柳勝優 | 安城市                         | 金学容     |
| 京畿道         | 金浦市                         | 劉正福 | 華城市甲                       | 高羲善     |
| 京畿道         | 華城市乙                       | 李元旭 | 広州市                         | 盧喆来     |
| 京畿道         | 抱川市・漣川郡                 | 金栄宇 | 驪州郡・楊平郡・加平郡         | 鄭柄国     |
| 江原道         | 春川市                         | 金鎮台 | 原州市甲                       | 金起善     |
| 江原道         | 原州市乙                       | 李康厚 | 江陵市                         | 権性東     |
| 江原道         | 東海市・三陟市                 | 李利在 | 束草市・高城郡・襄陽郡         | 鄭文憲     |
| 江原道         | 洪川郡・横城郡                 | 黄永哲 | 太白市・寧越郡・平昌郡・旌善郡 | 廉東烈     |
| 江原道         | 鉄原郡・華川郡・楊口郡・麟蹄郡 | 韓起鎬 |                                |            |
| 忠清北道       | 清州市上党区                   | 鄭宇沢 | 清州市興徳区甲                 | 呉済世     |
| 忠清北道       | 清州市興徳区乙                 | 盧英敏 | 忠州市                         | 尹鎮植     |
| 忠清北道       | 堤川市・丹陽郡                 | 宋光浩 | 清原郡                         | 卞在一     |
| 忠清北道       | 報恩郡・沃川郡・永同郡         | 朴徳欽 | 曽坪郡・鎮川郡・槐山郡・陰城郡 | 慶大秀     |
| 大田広域市     | 東区                           | 李荘雨 | 中区                           | 姜昌熙     |
| 大田広域市     | 西区甲                         | 朴炳錫 | 西区乙                         | 朴範界     |
| 大田広域市     | 儒城区                         | 李相珉 | 大徳区                         | 朴城孝     |
| 世宗特別自治市 | 全市                           | 李海瓚 |                                |            |
| 忠清南道       | 天安市甲                       | 梁承晁 | 天安市乙                       | 朴完柱     |
| 忠清南道       | 公州市                         | 朴洙賢 | 保寧市・舒川郡                 | 金泰欽     |
| 忠清南道       | 牙山市                         | 李明洙 | 瑞山市・泰安郡                 | 成完鍾     |
| 忠清南道       | 論山市・鶏龍市・錦山郡         | 李仁済 | 扶余郡・青陽郡                 | 金近泰     |
| 忠清南道       | 唐津市                         | 金東完 | 洪城郡・礼山郡                 | 洪文杓     |
| 全羅北道       | 全州市完山区甲                 | 金潤徳 | 全州市完山区乙                 | 李相稷     |
| 全羅北道       | 全州市徳津区                   | 金成柱 | 群山市                         | 金寛永     |
| 全羅北道       | 益山市甲                       | 李春錫 | 益山市乙                       | 全正姫     |
| 全羅北道       | 井邑市                         | 柳成葉 | 南原市・淳昌郡                 | 姜東遠     |
| 全羅北道       | 金堤市・完州郡                 | 崔圭成 | 鎮安郡・茂朱郡・長水郡・任実郡 | 朴敏秀     |
| 全羅北道       | 高敞郡・扶安郡                 | 金椿鎮 |                                |            |
| 光州広域市     | 東区                           | 朴柱宣 | 西区甲                         | 朴恵子     |
| 光州広域市     | 西区乙                         | 呉秉潤 | 南区                           | 張秉浣     |
| 光州広域市     | 北区甲                         | 姜琪正 | 北区乙                         | 林来玄     |
| 光州広域市     | 光山区甲                       | 金東喆 | 光山区乙                       | 李庸燮     |
| 全羅南道       | 木浦市                         | 朴智元 | 麗水市甲                       | 金星坤     |
| 全羅南道       | 麗水市乙                       | 朱昇鎔 | 順天市・谷城郡                 | 金先東     |
| 全羅南道       | 羅州市・和順郡                 | 裵奇雲 | 光陽市・求礼郡                 | 禹潤根     |
| 全羅南道       | 潭陽郡・咸平郡・霊光郡・長城郡 | 李洛淵 | 高興郡・宝城郡                 | 金承南     |
| 全羅南道       | 長興郡・康津郡・霊岩郡         | 黄柱洪 | 海南郡・莞島郡・珍島郡         | 金瑛録     |
| 全羅南道       | 務安郡・新安郡                 | 李潤錫 |                                |            |
| 大邱広域市     | 中区・南区                     | 金熙国 | 東区甲                         | 柳性杰     |
| 大邱広域市     | 東区乙                         | 劉承旼 | 西区                           | 金相勲     |
| 大邱広域市     | 北区甲                         | 権恩嬉 | 北区乙                         | 徐相箕     |
| 大邱広域市     | 寿城区甲                       | 李漢久 | 寿城区乙                       | 朱豪英     |
| 大邱広域市     | 達西区甲                       | 洪志晩 | 達西区乙                       | 尹在玉     |
| 大邱広域市     | 達西区丙                       | 趙源震 | 達城郡                         | 李鐘鎮     |
| 慶尚北道       | 浦項市北区                     | 李秉錫 | 浦項市南区・鬱陵郡             | 金亨泰     |
| 慶尚北道       | 慶州市                         | 鄭寿星 | 金泉市                         | 李喆雨     |
| 慶尚北道       | 安東市                         | 金光琳 | 亀尾市甲                       | 沈学鳳     |
| 慶尚北道       | 亀尾市乙                       | 金泰煥 | 栄州市                         | 張倫碩     |
| 慶尚北道       | 永川市                         | 鄭熙秀 | 尚州市                         | 金鍾泰     |
| 慶尚北道       | 聞慶市・醴泉郡                 | 李翰成 | 慶山市・清道郡                 | 崔炅煥     |
| 慶尚北道       | 高霊郡・星州郡・漆谷郡         | 李完永 | 軍威郡・義城郡・青松郡         | 金在原     |
| 慶尚北道       | 英陽郡・盈徳郡・奉化郡・蔚珍郡 | 姜碩鎬 |                                |            |
| 釜山広域市     | 中区・東区                     | 鄭義和 | 西区                           | 兪奇濬     |
| 釜山広域市     | 影島区                         | 李在均 | 釜山鎮区甲                     | 羅城麟     |
| 釜山広域市     | 釜山鎮区乙                     | 李憲昇 | 東萊区                         | 李珍福     |
| 釜山広域市     | 南区甲                         | 金正薫 | 南区乙                         | 徐瑢教     |
| 釜山広域市     | 北区・江西区甲                 | 朴敏植 | 北区・江西区乙                 | 金度邑     |
| 釜山広域市     | 海雲台区・機張郡甲             | 徐秉洙 | 海雲台区・機張郡乙             | 河泰慶     |
| 釜山広域市     | 沙下区甲                       | 文大成 | 沙下区乙                       | 趙慶泰     |
| 釜山広域市     | 金井区                         | 金世淵 | 蓮堤区                         | 金姫廷     |
| 釜山広域市     | 水営区                         | 柳在仲 | 沙上区                         | 文在寅     |
| 蔚山広域市     | 中区                           | 鄭甲潤 | 南区甲                         | 李埰益     |
| 蔚山広域市     | 南区乙                         | 金起炫 | 東区                           | 安孝大     |
| 蔚山広域市     | 北区                           | 朴大東 | 蔚州郡                         | 姜吉夫     |
| 慶尚南道       | 昌原市義昌区                   | 朴成浩 | 昌原市城山区                   | 姜起潤     |
| 慶尚南道       | 昌原市馬山合浦区               | 李柱栄 | 昌原市馬山会原区               | 安鴻俊     |
| 慶尚南道       | 昌原市鎮海区                   | 金盛賛 | 晋州市甲                       | 朴大出     |
| 慶尚南道       | 晋州市乙                       | 金在庚 | 統営市・固城郡                 | 李君賢     |
| 慶尚南道       | 泗川市・南海郡・河東郡         | 余尚奎 | 金海市甲                       | 閔洪喆     |
| 慶尚南道       | 金海市乙                       | 金台鎬 | 密陽市・昌寧郡                 | 曺海珍     |
| 慶尚南道       | 巨済市                         | 金漢杓 | 梁山市                         | 尹永碩     |
| 慶尚南道       | 宜寧郡・咸安郡・陜川郡         | 趙顕龍 | 山清郡・咸陽郡・居昌郡         | 慎聖範     |
| 済州特別自治道 | 済州市甲                       | 姜昌一 | 済州市乙                       | 金宇南     |
| 済州特別自治道 | 西帰浦市                       | 金才允 |                                |            |

#### 補欠選挙
| 年   | 日付  | 選挙区                                 | 当選者 | 当選政党       | 欠員   | 欠員政党       | 欠員事由                                       |
| ---- | ----- | -------------------------------------- | ------ | -------------- | ------ | -------------- | ---------------------------------------------- |
| 2013 | 4.24  | ソウル芦原区丙                         | 安哲秀 | 無所属         | 魯会燦 | 進歩正義党     | 通信秘密保護法違反により議員職喪失             |
| 2013 | 4.24  | 釜山影島区                             | 金武星 | セヌリ党       | 李在均 | セヌリ党       | 選挙事務長の公職選挙法違反により当選無効       |
| 2013 | 4.24  | 忠清南道扶余郡・青陽郡                 | 李完九 | セヌリ党       | 金近泰 | セヌリ党       | 公職選挙法違反により当選無効                   |
| 2013 | 10.30 | 慶尚北道浦項市南区・鬱陵郡             | 朴明在 | セヌリ党       | 金亨泰 | 無所属         | 当選無効                                       |
| 2013 | 10.30 | 京畿道華城市甲                         | 徐清源 | セヌリ党       | 高羲善 | セヌリ党       | 死去                                           |
| 2014 | 7.30  | ソウル銅雀区乙                         | 羅卿瑗 | セヌリ党       | 鄭夢準 | セヌリ党       | ソウル特別市長選へ出馬                         |
| 2014 | 7.30  | 釜山海雲台区・機張郡甲                 | 裵徳光 | セヌリ党       | 徐秉洙 | セヌリ党       | 釜山広域市長選へ出馬                           |
| 2014 | 7.30  | 光州光山区乙                           | 権垠希 | 新政治民主連合 | 李庸燮 | 無所属         | 光州広域市長選へ出馬                           |
| 2014 | 7.30  | 大田大徳区                             | 鄭容起 | セヌリ党       | 朴城孝 | セヌリ党       | 大田広域市長選へ出馬                           |
| 2014 | 7.30  | 蔚山南区乙                             | 朴孟雨 | セヌリ党       | 金起炫 | セヌリ党       | 蔚山広域市長選へ出馬                           |
| 2014 | 7.30  | 京畿道水原市乙                         | 鄭美京 | セヌリ党       | 申長容 | 新政治民主連合 | 公職選挙法違反により当選無効                   |
| 2014 | 7.30  | 京畿道水原市丙                         | 金勇男 | セヌリ党       | 南景弼 | セヌリ党       | 京畿道知事選へ出馬                             |
| 2014 | 7.30  | 京畿道水原市丁                         | 朴洸瑥 | 新政治民主連合 | 金振杓 | 新政治民主連合 | 京畿道知事選へ出馬                             |
| 2014 | 7.30  | 京畿道平沢市乙                         | 兪義東 | セヌリ党       | 李在暎 | セヌリ党       | 公職選挙法違反及び業務上横領により当選無効     |
| 2014 | 7.30  | 京畿道金浦市                           | 洪哲鎬 | セヌリ党       | 劉正福 | セヌリ党       | 仁川広域市長選へ出馬                           |
| 2014 | 7.30  | 忠清北道忠州市                         | 李鍾培 | セヌリ党       | 尹鎮植 | セヌリ党       | 忠清北道知事選へ出馬                           |
| 2014 | 7.30  | 忠清南道瑞山市・泰安郡                 | 金済植 | セヌリ党       | 成完鍾 | セヌリ党       | 公職選挙法違反により当選無効                   |
| 2014 | 7.30  | 全羅南道順天市・谷城郡                 | 李貞鉉 | セヌリ党       | 金先東 | 統合進歩党     | 銃砲・刀剣・火薬類等団束法違反により議員職喪失 |
| 2014 | 7.30  | 全羅南道羅州市・和順郡                 | 辛正勲 | 新政治民主連合 | 裵奇雲 | 新政治民主連合 | 公職選挙法違反により当選無効                   |
| 2014 | 7.30  | 全羅南道潭陽郡・咸平郡・霊光郡・長城郡 | 李介昊 | 新政治民主連合 | 李洛淵 | 新政治民主連合 | 全羅南道知事選へ出馬                           |
| 2015 | 4.29  | ソウル冠岳区乙                         | 呉晨煥 | セヌリ党       | 李相奎 | 統合進歩党     | 統合進歩党解散判決により議員職喪失             |
| 2015 | 4.29  | 仁川西区・江華郡乙                     | 安相洙 | セヌリ党       | 安徳寿 | セヌリ党       | 公職選挙法違反により当選無効                   |
| 2015 | 4.29  | 光州西区乙                             | 千正培 | 無所属         | 呉秉潤 | 統合進歩党     | 統合進歩党解散判決により議員職喪失             |
| 2015 | 4.29  | 京畿道城南市中院区                     | 申相珍 | セヌリ党       | 金美希 | 統合進歩党     | 統合進歩党解散判決により議員職喪失             |

### 比例区
| セヌリ党   | 閔丙珠 | 金正録 | 尹明熙 | 趙明哲 | 姜恩姫 | 朱永順 | 申宜真 | 李相逸 | 李エリサ | 李万雨 | 朴槿恵 | 安鍾範 | 金賢淑 | 金長実 | 李ジャスミン | 崔奉弘 | 柳知姈 | 宋泳勤 | 閔炫株 | 朴昌植 | 孫仁春 | 金相珉 | 玄永姫 | 李宰栄 | 辛瓊林 |
| 民主統合党 | 全順玉 | 崔東益 | 殷秀美 | 洪鍾学 | 陳善美 | 金容益 | 裵在禎 | 白君基 | 南仁順   | 金光珍 | 韓貞愛 | 金基俊 | 張ハナ | 金起式 | 韓明淑       | 都鐘煥 | 金玄   | 陳声準 | 崔敏姫 | 洪宜洛 | 林秀卿 |        |        |        |        |
| 統合進歩党 | 尹今順 | 李石基 | 金在妍 | 鄭鎮珝 | 金霽南 | 朴元錫 |        |        |          |        |        |        |        |        |              |        |        |        |        |        |        |        |        |        |        |
| 自由先進党 | 文静林 | 金永柱 |        |        |        |        |        |        |          |        |        |        |        |        |              |        |        |        |        |        |        |        |        |        |        |

#### 繰上当選
| 年   | 日付  | 当選者 | 名簿政党名 | 欠員   | 欠員事由                                 |
| ---- | ----- | ------ | ---------- | ------ | ---------------------------------------- |
| 2012 | 7.9   | 徐基鎬 | 統合進歩党 | 尹今順 | 統合進歩党不正選挙事件により辞職         |
| 2012 | 12.10 | 李雲龍 | セヌリ党   | 朴槿恵 | 大統領選へ出馬                           |
| 2013 | 12.12 | 黄仁子 | 自由先進党 | 金永柱 | 公職選挙法違反の嫌疑により当選無効       |
| 2014 | 1.16  | 朴允玉 | セヌリ党   | 玄永姫 | 公職選挙法・政治資金法違反により当選無効 |
| 2014 | 6.16  | 楊昶栄 | セヌリ党   | 安鍾範 | 青瓦台経済首席に指名                     |
| 2015 | 8.4   | 張廷銀 | セヌリ党   | 金賢淑 | 青瓦台雇用福祉首席に指名                 |
| 2015 | 8.20  | 申文植 | 民主統合党 | 韓明淑 | 政治資金法違反の嫌疑により当選無効       |
| 2016 | 1.19  | 鄭潤淑 | セヌリ党   | 姜恩姫 | 女性家族部長官に指名                     |